# Tellimya ferruginosa
Tellimya ferruginosa är en musselart som först beskrevs av Montagu 1803. Enligt Catalogue of Life ingår Tellimya ferruginosa i släktet Tellimya och familjen Lasaeidae, men enligt Dyntaxa är tillhörigheten istället släktet Tellimya och familjen Montacutidae. Arten är reproducerande i Sverige. Inga underarter finns listade i Catalogue of Life.